# Улица Ногина (Астрахань)
У́лица Ногина́ — улица в историческом районе Большие Исады в центральной части Астрахани. Начинчается от Красной набережной реки Кутум у Красного моста и идёт с северо-востока на юго-запад, пересекая улицы Свердлова, Наташи Качуевской, Чалабяна и 3-ю Интернациональную, и заканчивается у улицы Маяковского.
Улица проходит через рыночный квартал Больших Исад, в северной её части находится значительное количество магазинов и временных прилавков. Преимущественно застроена малоэтажными зданиями дореволюционного периода, в том числе памятниками архитектуры.

## История
До 1837 года улица называлась Кутумовской, затем получила название Ново-Исадная. В 1924 году вновь переименована в честь революционера Виктора Павловича Ногина, имя которого сохраняет до сих пор.

## Застройка
- дом 6/17/20 —  памятник архитектуры Здание женского епархиального училища с домовой церковью (1866‒1909 гг.)
- дом 4/27/96 —  памятник архитектуры Усадьба Фёдоровых (вторая половина XIX в.)
- дом 9/21/26 —  памятник архитектуры Фабрика макаронная А. М. Фёдорова (комплекс зданий паровой фабрики Фёдорова, конец XIX в.)

## Транспорт
На улице Ногина расположена остановка общественного транспорта «Рынок № 1», через которую проходят автобусы маршрута № 25 и маршрутные такси маршрутов № 7, 8с, 16с, 33с, 33ск и 47.